# Kugelberg (Naturschutzgebiet)
Der Kugelberg ist ein vom Regierungspräsidium Tübingen am 12. Oktober 1987 durch Verordnung ausgewiesenes Naturschutzgebiet auf dem Gebiet der Stadt Pfullingen im Landkreis Reutlingen. Das Naturschutzgebiet liegt vollständig im Biosphärengebiet Schwäbische Alb und ist Bestandteil des FFH-Gebiets Albtrauf Pfullingen sowie des Vogelschutzgebiets Mittlere Schwäbische Alb.

## Lage
Das Naturschutzgebiet Kugelberg liegt am Südwesthang des Urselbergs zwischen Pfullingen und Lichtenstein-Unterhausen. Das Gebiet liegt in den Naturräumen Mittleres Albvorland und Mittlere Kuppenalb.

## Schutzzweck
Der Schutzzweck ist laut Verordnung „die Erhaltung eines naturnahen und landschaftlich reizvollen Südwesthangs mit Wiesen, Trockenrasen, Gebüschgruppen, Hangwasseraustritten mit Tümpeln, naturnahen Waldbereichen, Felsformationen und Geröllhalden als Lebensraum für viele gefährdete und geschützte Pflanzen, insbesondere Orchideen und Tiere.“

## Landschaftscharakter
Das Gebiet wird von einer Vielzahl unterschiedlicher Biotope und Strukturen geprägt. Der Kugelberg selbst liegt im Süden des Gebiets und ist ein Vulkanembryo des Schwäbischen Vulkans. Hier wird das Gebiet von Buchen-Steppenheide-Wäldern geprägt. Es schließt sich ein mit Quellaustritten durchzogener Halbtrockenrasen an.

## Flora und Fauna
Zu den nennenswerten Pflanzenarten im Gebiet zählen unter anderem das Stattliche Knabenkraut (Orchis mascula), die Türkenbund-Lilie (Lilium martagon) und der Blaue Lattich (Lactuca perennis). Außerdem kommen im Gebiet 15 Orchideen- und vier Enzianarten vor.
Die Fauna ist ebenfalls sehr divers. Unter anderem kommen hier Schlingnatter und Ringelnatter nebeneinander vor. Unter den zahlreichen nachgewiesenen Insektenarten sind der Ahlenläufer Bembidion inustum, der Variable Nagekäfer (Grynobius planus) der Rosenkäfer Cetonie aurata, der Kopfhornschröter (Sinodendron cylindricum), der Rothalsiger Scheinrüssler (Rhinosimus ruficollis), der Blatthornkäfer Amphimallon atrum, der Hautflügler Megalodontos klugi, die Blattwespe Rhogogaster picta, die Goldwespe Chrysis pustulosa, die Bienenarten Osmia xanthomelaena, Hylaeus lineolatus, Nomada lepeletieri und Osmia rufohirta, die Skorpionsfliege Panorpa cognata, die Gemeine Sichelschrecke (Phaneroptera falcata) und die Rotflüglige Schnarrschrecke (Psophus stridulus), zu nennen.